# Кнауц, Артур
Артур Кнауц (нем. Arthur Knautz; 20 марта 1911, Даден — август 1943) — немецкий гандболист. Чемпион Олимпийских игр 1936 года в Берлине.

## Биография
Родился 20 марта 1911 года в семье шахтёра Альберта Кнауца и его жены Паулины. После окончания школы в 1925 году, учился на плотника. В 1928 году по собственному желанию стал солдатом немецкой армии, численность которой на тот момент была ограничена 100 000 человек в соответствии с Версальским миром. После обучения в Оснабрюке, его перевели в пионерский батальон №6 в Миндене, где он впервые и познакомился с гандболом. Помимо гандбола, увлекался также футболом и лёгкой атлетикой, успешно выступал на военных и региональных соревнованиях. В 1936 году он вошёл в состав сборной Германии по гандболу для участия в олимпийских играх в Берлине, на которых Германия одерживала победы во всех матчах и стала олимпийским чемпионом.
В 1932 году Кнауц получил звание унтер-офицера, а в 1934 году сержанта. После победы на Олимпийских играх стал генерал-сержантом[уточнить]. В годы второй мировой войны дослужился до звания капитана. Предположительно погиб в августе 1943 года на территории современной России. Точная дата и обстоятельства его смерти неизвестны.

## Личная жизнь
22 января 1937 года женился на Эрне Шпэт (1910–1997). У пары был сын Дитер (1937–1991).